# Sénaillac-Latronquière
 Sénaillac-Latronquière  (en occitano Senalhac-Latronquièra) es una población y comuna francesa, situada en la región de Mediodía-Pirineos, departamento de Lot, en el distrito de Figeac y cantón de Latronquière.

## Demografía
| 278 | 264 | 189 | 196 | 169 | 145 |
| Para los censos de 1962 a 1999 la población legal corresponde a la población sin duplicidades (Fuente: INSEE [Consultar]) |     |     |     |     |     |